# Тлас, Мустафа
Мустафа Тлас (араб. مصطفى طلاس‎; 11 мая 1932 — 27 июня 2017, Бобиньи) — сирийский государственный и военный деятель. С 22 марта 1972 по 12 мая 2004 года был министром обороны Сирии. Генерал-полковник.

## Биография
Мустафа Тлас родился 11 мая 1932 года в городе Растане, мухафазы Хомс. Имеет турецкое и черкесское происхождения. Получил начальное и среднее образование в общеобразовательных школах города Хомса. Когда ему было всего 15 лет он присоединился к партии Баас, а в 1951 году стал секретарём отделения этой партии в Растане. В 1952 году Мустафа поступил в военное училище Хомса. В училище он познакомился с будущим президентом Сирии Хафезом аль-Асадом, они стали близкими друзьями. Тлас окончил военное училище в 1954 году, а Асад в 1955 году.
Мустафа Тлас служил в бронетанковых войсках. Когда Сирия была объединена с Египтом в Объединённую Арабскую Республику, Тлас был отправлен в Египет, где был командиром танкового батальона. Асад также служил в Египте в этот период. Когда Сирия вышла из состава ОАР в 1961 году, Хафез Асад был взят под стражу египтянами и провёл в тюрьме около 44 дней, а Мустафа Тлас сопровождал его жену и маленькую дочь обратно в Сирию.

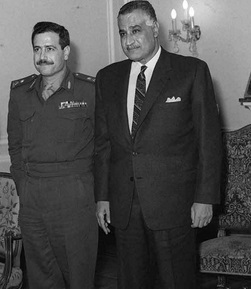
С президентом Египта Гамаль Абдель Насером, 1969 год

Многие офицеры из партии Баас были уволены из армии в 1961 году; Мустафа Тлас был переведён в министерство снабжения. Затем принимал активное участие в боевых столкновениях в Хомсе и Халебе, за что был заключён в тюрьму где сидел до 8 марта 1963 года. После того, как его политические союзники пришли к власти, Тлас был назначен командиром батальона в Пятой танковой бригаде; в 1964 году стал заместителем командующего Пятой танковой бригады, а с 1966 года командовал Пятой танковой бригадой и всем центральным военным округом. Участвовал в войне 1967 года с Израилем.
С февраля 1968 года — первый заместитель министра обороны и начальник Генерального штаба Вооружённых сил, ему было присвоено звание генерал-майора. 22 марта 1972 года был назначен министром обороны Сирии и заместителем командующего Вооружёнными силами, занимал эту должность в течение 30 лет. Много лет также был вице-премьером правительства. 12 мая 2004 года подал в отставку.
В 1986 году в Сорбонне защитил докторскую диссертацию о Г. К. Жукове и его стратегическом таланте. Являлся консультантом телесериала «Трагедия века» и фильма «Великий полководец Георгий Жуков». Являлся также членом совета киностудии «Ганем-Фильм».
С 2011 года жил в Париже. Умер 27 июня 2017 года.
Автор нескольких книг, в частности, мемуаров «Зеркало моей жизни», а также книги о Дамасском деле 1840 года, где повторяется кровавый навет на евреев.

## Личная жизнь
Женился на Ламии аль-Джабири (из аристократии Алеппо) в 1958 году, у них четверо детей: дочь Нахид (замужем за саудовским миллионером-продавцом оружия), сын Фирас (бизнесмен), сын Манаф (армейский офицер) и дочь Сария (замужем за ливанцем).
Хобби Мустафы Тласа были катание на лошадях, теннис и плавание.